# Jurij Kowal (piłkarz)
Jurij Hryhorowycz Kowal (ukr. Юрій Григорович Коваль, ros. Юрий Григорьевич Коваль, Jurij Grigorjewicz Kowal; ur. 29 kwietnia 1958 w obwodzie kirowogradzkim) – ukraiński piłkarz, trener piłkarski.

## Kariera trenerska
Po zakończeniu kariery piłkarskiej rozpoczął pracę trenerską. Prowadził kluby Polihraftechnika Oleksandria, Nywa Winnica, Krywbas Krzywy Róg, Chimik Siewierodonieck, Kremiń Krzemieńczuk, Zirka Kirowohrad, Zoria Ługańsk i Nywa Tarnopol. Od kwietnia 2008  ponownie pracował na stanowisku głównego trenera w FK Ołeksandrija, a 23 września 2009 objął stanowisko trenerskie w Zorii Ługańsk. Od stycznia 2010 pełni funkcję dyrektora sportowego Zorii.

## Sukcesy i odznaczenia

### Sukcesy trenerskie
- mistrz Pierwszej lihi Ukrainy: 2003, 2006
- brązowy medalista Mistrzostw Europy spośród drużyn amatorskich: 1999